# AJ 37
AJ 37 eller AJ 37 Viggen, var ett medeltungt attackflygplan med sekundär roll som jaktflygplan som var konstruerat av Saab AB på beställning av Försvarets materielverk (ursprungligen Kungliga Flygförvaltningen).
Planet bygger på grundkonstruktionen Saab 37 Viggen vilken konstruerades för att kunna konfigureras till jakt-, attack- och spaningsplan i separata versioner, senare även avancerat skolflygplan. (Se Sk 37, SH 37, SF 37, JA 37.)
Planet var i operativ tjänst i Svenska flygvapnet mellan åren 1973 och 1997.

## Historik
AJ 37 var den första varianten i Viggen-serien, som kom ut på förband. Flygplanet var avsett för attackanfall mot mål på marken och till sjöss. Bokstaven A står för attack och J står för att planet även har en begränsad jaktkapacitet. Huvuduppgiften var insats mot sovjetiska landstigningsfartyg. Tack vare beräkningskapaciten och integrationen av olika sensorer i centralkalkylatorn kunde AJ 37 klara sig utan den navigatör som hade varit nödvändig i A 32 Lansen.

## Beväpning
AJ 37 saknade fast beväpning men kunde beväpnas med en rad olika vapen på utvändiga vapenbalkar. För attackuppdrag till sjöss användes sjömålsroboten Rb 04E som kunde avfyras på långt håll mot fartyg. Mot markmål användes allmålsroboten Rb 05 som styrdes av piloten mot målet, dessutom kunde flygplanet bära Rb 75 Maverick som har en inbyggd TV-målsökare. Det fanns också möjlighet att lasta totalt 16 stycken 120 kg sprängbomb m/61 på speciella lavetter som tog fyra bomber var. Utöver robotar och bomber fanns även raketkapsel m/70 som laddades med sex stycken 13,5 cm sprängraketer. Som mest kunde fyra raketkapslar bäras av AJ 37. 
För självförsvar kunde två kapslar med 30 mm automatkanoner eller jaktroboten Rb 24 Sidewinder monteras på vapenbalkarna. Olika kapslar med motmedel fanns framtagna, kapsel B (KB) släpper remsor för att avleda radarsändare och facklor som skall avleda värmesökande robotar, kapsel A, KA (senare U22) kan störa fientlig radar på elektronisk väg. 
Mitt under flygkroppen fanns Centralbalk C1 som primärt användes för att bära fälltanken. På vardera sidan av flygkroppen fanns Sidobalk S7V och S7H som kunde bära Rb 75, Rb 05, Rb 24, raketkapsel eller bomblavett. Under innervingen fanns Vapenbalk V7V och V7H som bar den tunga vapenlasten så som Rb 04E, Rb 75, raketkapsel eller bomblavett. Under yttervingen fanns Robotbalk R7V och R7H som var avsedda att bära Rb 28 något som aldrig användes utan det var först efter AJS-modifieringen som robotbalkarna kom till användning. Beväpningsvalet begränsades av att AJ 37 bara hade fyra vapenbalkar för attacklast, så även om det fanns många vapenalternativ kunde inte allt användas samtidigt. Dock flögs alltid uppdrag i 4-grupper, så att två flygplan bar exempelvis bomber eller raketkapslar, ett flygplan jaktrobotar för försvar och ett flygplan var lastat med motmedelskapslar. Det fanns ytterligare två balkar de så kallade hydraulbalkarna mellan S7 och R7 men dessa användes aldrig på AJ 37 utan endast på JA 37 i slutet av karriären då fackelfällaren BOY 401 bars på dessa.

## Användning
Flygvapnet fick sin första AJ 37 i juli 1971 och 1973 togs den i förbandstjänst vid Skaraborgs flygflottilj (F 7). Dessutom användes AJ 37 vid Västgöta flygflottilj (F 6) i Karlsborg, Hälsinge flygflottilj (F 15) i Söderhamn och även ett kort tag vid Norrbottens flygflottilj (F 21) i Luleå. Totalt levererades 106 flygplansindivider av AJ 37 mellan åren 1973 till 1978, som kom att utrusta sex flygande divisioner. Dessa divisioner utgjorde den offensiva delen av Första flygeskadern (E 1), på sin tid kallad Överbefälhavarens klubba eller bara ÖB:s klubba.
| Flottilj | Avlöste | Tidsperiod | Ersatt av |
| -------- | ------- | ---------- | --------- |
| F 6      | A 32A   | 1977–1993  | –         |
| F 7      | A 32A   | 1973–1997  | AJS 37    |
| F 10     | J 35F2  | 1993–1997  | JAS 39    |
| F 15     | A 32A   | 1974–1997  | AJS 37    |
| F 21     | S 37    | 1993–1997  | JAS 39    |

## Modifieringsprogram
Mellan 1991 och 1994 gjordes ett modifiering av AJ 37, som var först ut i det modifieringsprogram av AJ 37, SF 37 och SH 37, i syfte att ge flygplanen en begränsad JAS-kapacitet. Modifieringen av AJ 37 innebar att datorkapaciteten utökades samt möjligheten att använda den nya sjömålsroboten Rb 15F, som utvecklats för JAS 39-programmet. Även bombkapsel m/90 och Rb 74 tillkom som beväpningsalternativ. Modifierade flygplan kunde även bära Sidewinder-robotar på de yttre vingbalkarna, något som bara JA 37 kunnat tidigare. Utöver attack och jakt skulle flygplanet även kunna genomföra spaningsuppdrag. De modifierade flygplanen betecknades därför AJS 37 och placerades vid Skånska flygflottiljen (F 10) i Ängelholm och vid Hälsinge flygflottilj (F 15) i Söderhamn. 
Av de 108 tillverkade AJ 37, kom 48 individer att modifieras till AJS 37, vilka var följande: 37009, 37027, 37028, 37030, 37035, 37040, 37043, 37047,37048, 37051, 37052, 37053, 37054, 37055, 37057, 37058, 37059, 37060, 37061, 37062, 37063, 37064, 37066, 37068, 37071, 37072, 37074, 37075, 37076, 37077, 37078, 37079, 37080, 37081, 37085, 37086, 37087, 37088, 37089, 37090, 37098, 37099, 37100, 37101, 37104, 37105, 37107 och 37108. Drygt ett 20-tal av de totalt 108 tillverkade individer finns bevarade runt om i världen.

## Galleri

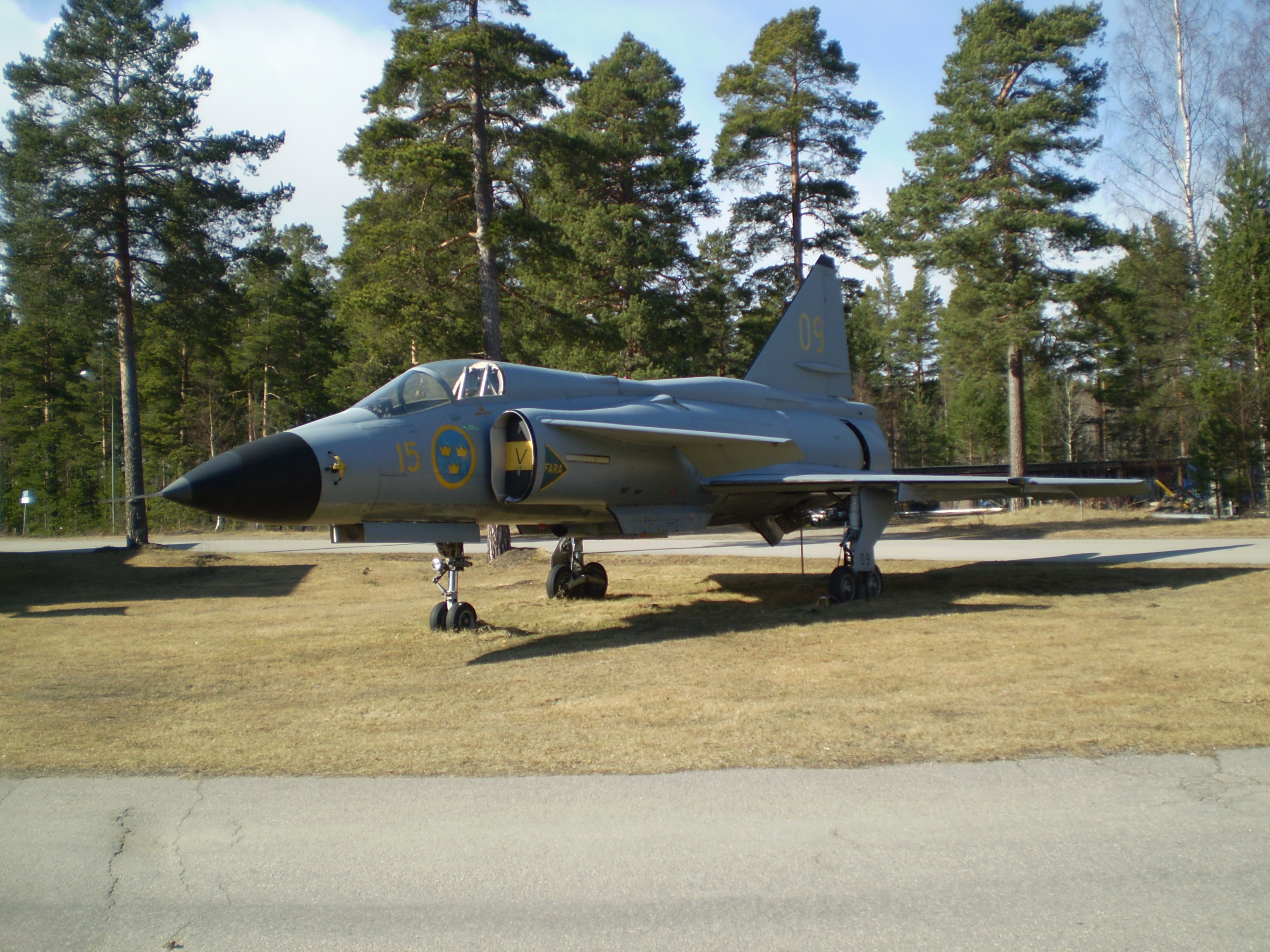
AJS 37 (37009) i Söderhamn.
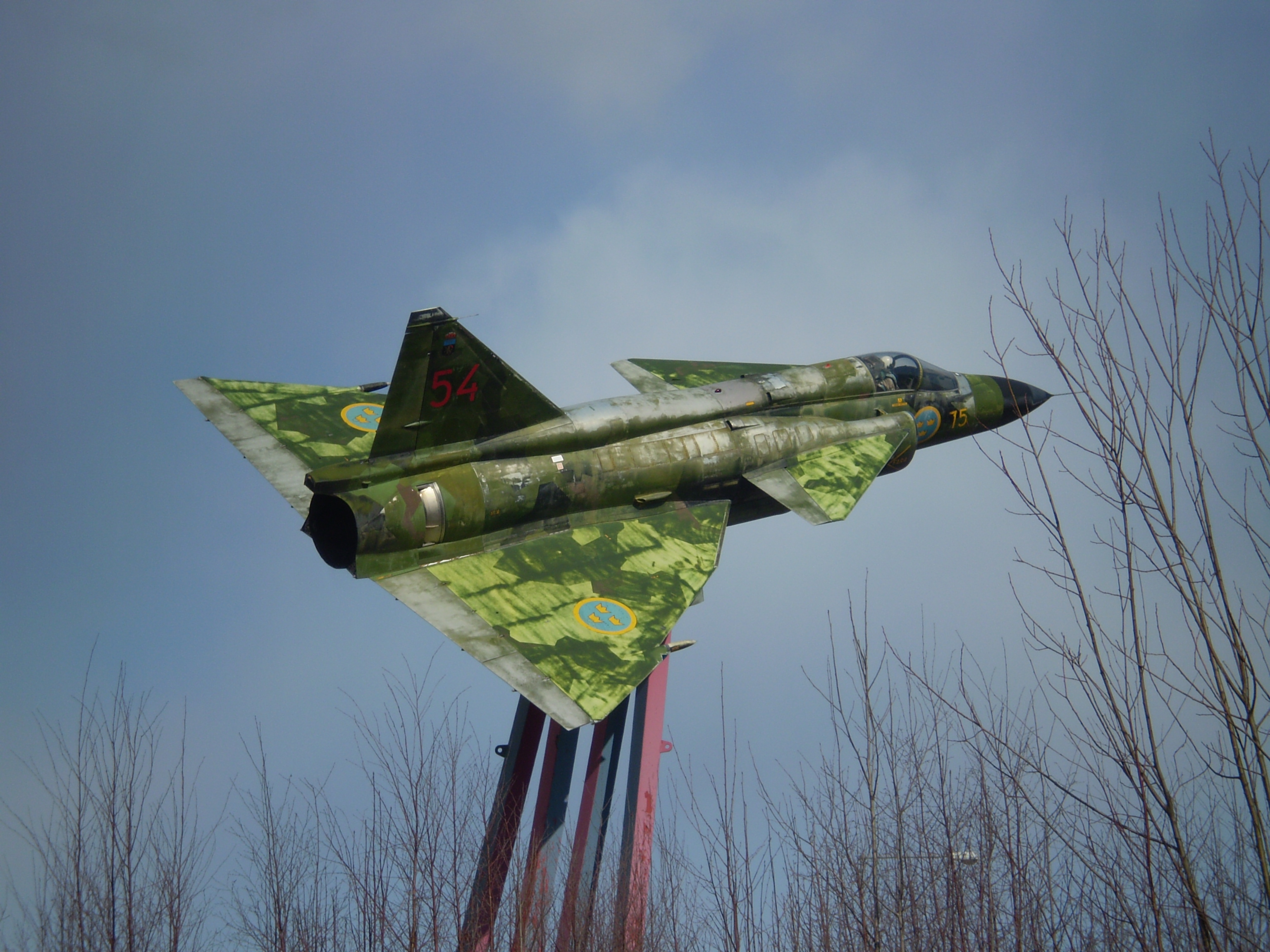
AJ 37 (37031) i Söderhamn.
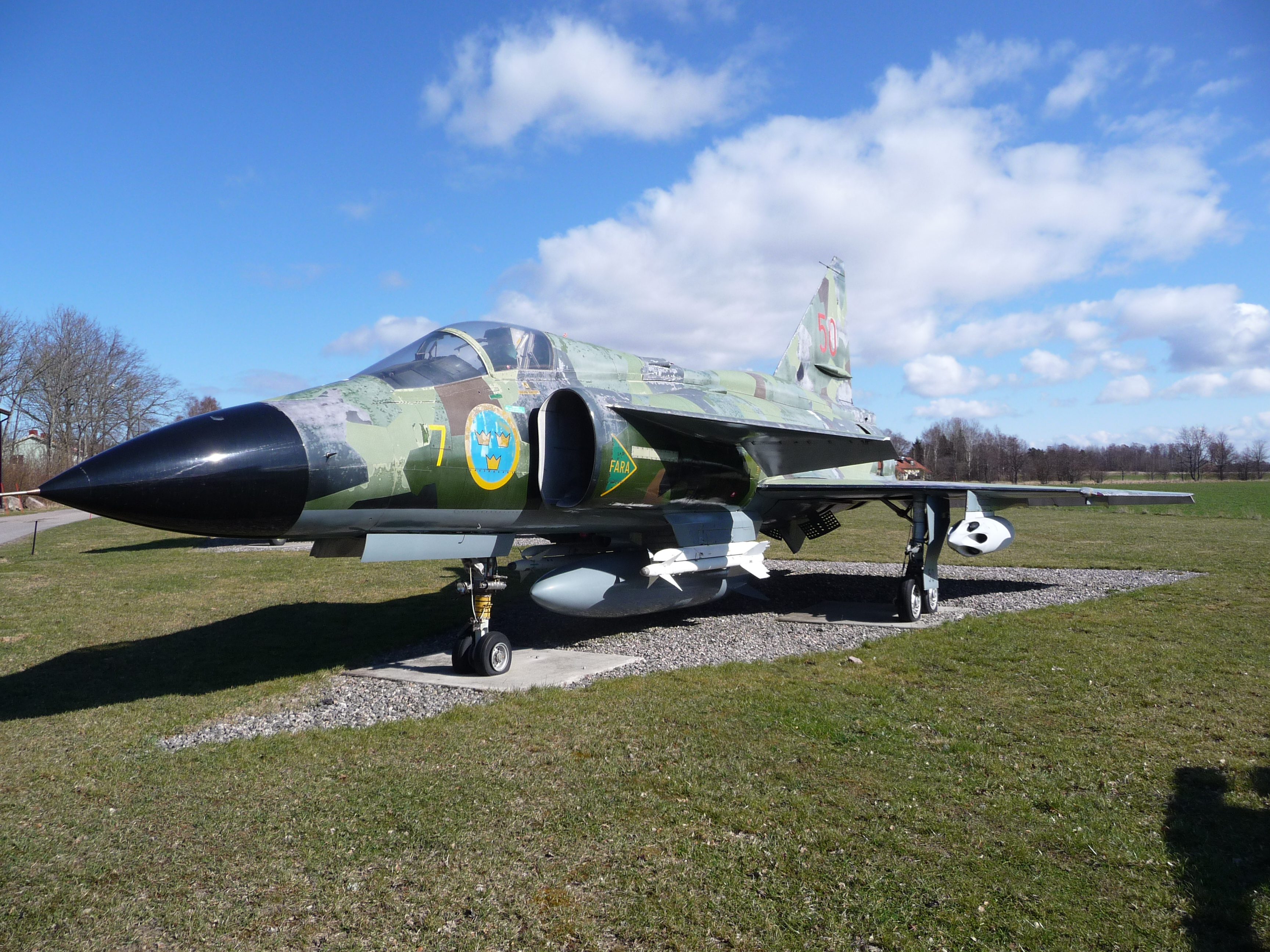
AJS 37 (37050) i Såtenäs.
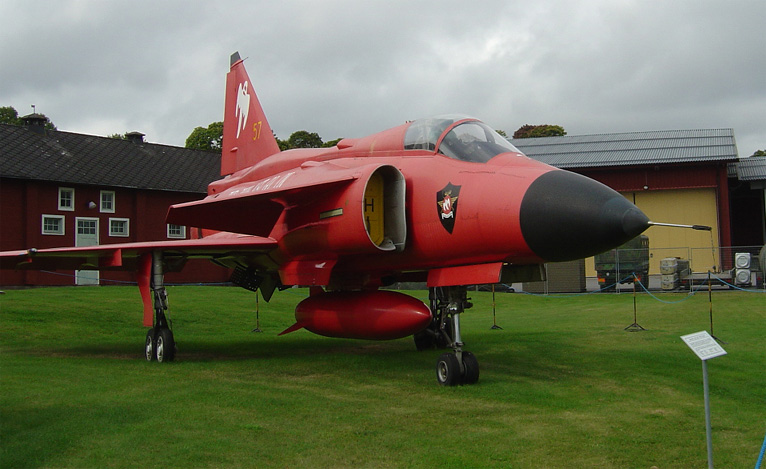
AJS 37 (37027).